# II. Sarrukín asszír király
II. Sarrukín, a bibliai Szárgon (uralkodott i. e. 722 v. 721 – i. e. 705) az Újasszír Birodalom egyik jelentős uralkodója volt, aki feltehetően puccsistaként került hatalomra.

## Hatalomátvétel
Sarrukín neve sokatmondó, jelentése: „törvényes király”. Ezen kívül az is a mellett szól, hogy bitorlóként foglalta el Asszíria trónját, hogy elődjét, az izráeli hadjáraton elhunyt V. Sulmánu-asarídut felirataiban sosem említi nevén, kizárólag „a herceg, aki előttem ment” névvel hivatkozik rá. Egy alkalommal azt is megemlíti, hogy Assur népe kiállt ügye mellett, megelégelve a magasra nőtt adóterheket. Sarrukín uralkodásának első két évéből (722; 721) kiemelkedik Palesztinába szervezett sikeres támadása, melyben Asszíriába szállította a zsidó nép legnagyobb részét, majd seregébe építette be őket. 

## Az első hadjáratok
Kr. e. 720-ban az asszír haderő dél felé, Babilónia ellen vonult, ahol egy kháld törzsfő, a Bít-Jakín sejkje szerezte meg a trónt II. Marduk-apla-iddína néven. Sarrukín hadai útközben, Dérnél szembetalálkoztak Elám királya, a Marduk-apla-iddinát támogató I. Humban-Nikas hadseregével. A babiloni erők csak késve, a csatát követően érkeztek a hadszíntérre. Az ütközet asszír források szerint győzelemmel végződött, ám az elfogulatlanabb babiloni krónikák szerint Humban-nikas futamította meg Sarrukín hadait. Abból, hogy az asszírok megtartották Dért, de mintegy tíz évig nem avatkoztak az elámi és babilóniai ügyekbe, döntetlenre lehet következtetni.
Sarrukín következő hadjáratait Szíria térségébe irányította, ahol Egyiptom támogatásával a többnyire vazallusi státusban levő városállamok (Damaszkusz, Hama, Arpad, Szamaria és később Gáza) koalícióra léptek Asszíria ellen. Ez azonban nem segített rajtuk, Sarrukín a sikeres karkari ostromot követően egészen Egyiptom határaiig terjesztette ki hatalmát Kr. e. 712-ben.  Minden hadjáratára elkísérte őt testvére, Szín-ahu-uszur egy lovasalakulat élén, valószínűleg, mint a lovastestőrség parancsnoka.

## Anatólia

### Phrügia
Sarrukín kortársa volt a muskikat (phrügöket) egyesítő és Nyugat-Anatólia területén hatalmas államot alapító Míta (a görög mitikus Midász) király. Sarrukín féltette szíriai érdekeltségeit, ezért meghódította Karkemist (Kr. e. 717), majd a Míta felé orientálódó Tabaal államocskát. Végül a kilikiai asszír helytartó támadásai hatására Kr. e. 709-ben Midasz és Sarrukín szövetséget kötött. Ez nem tartott sokáig, bár az asszír királyt túlélte – a beözönlő kimmerek Kr. e. 695 körül elpusztították Gordiont, a phrüg fővárost, Midasz pedig öngyilkos lett.

## Az urartui hadjárat

Sarrukín urartui hadjárata

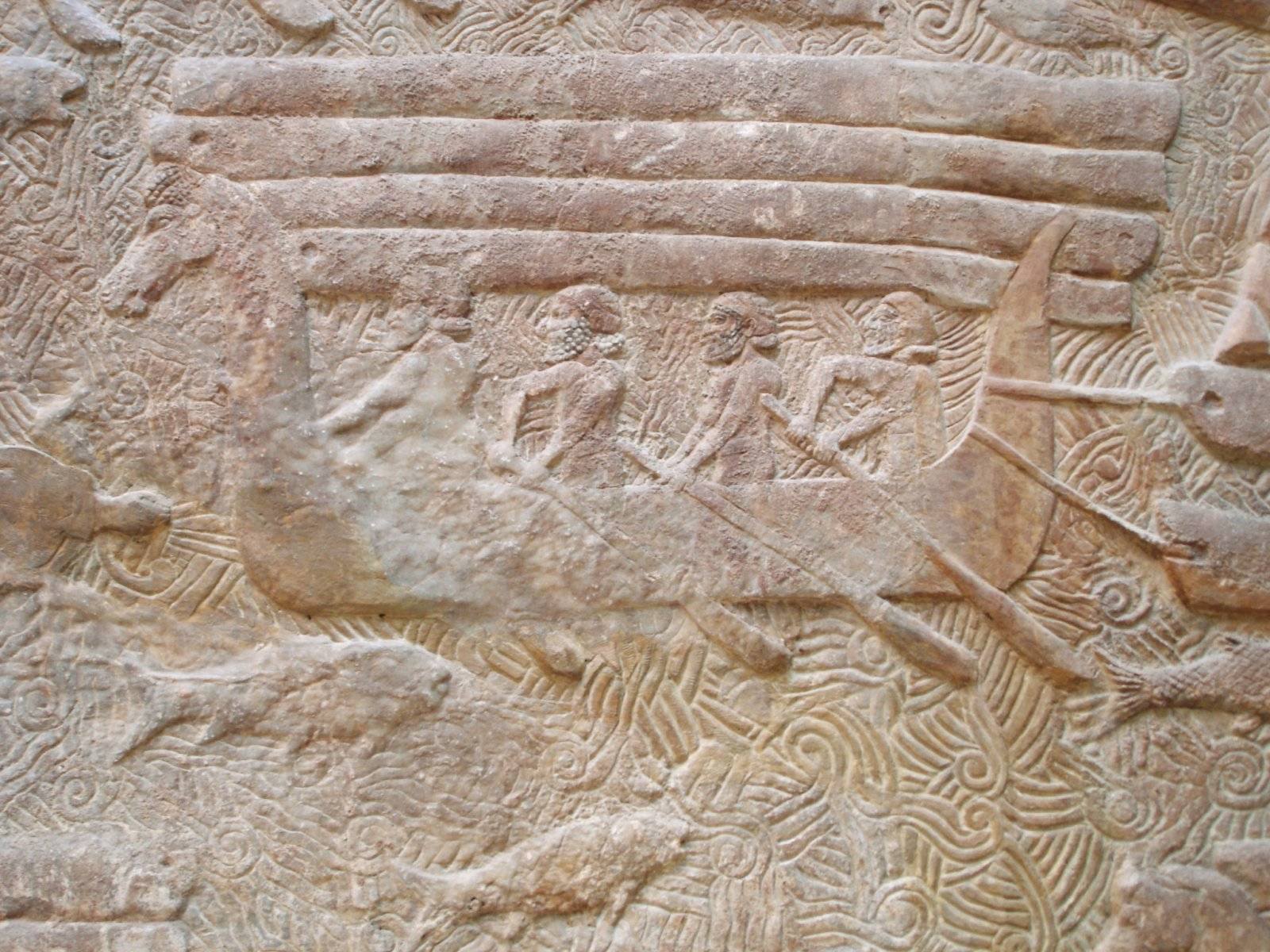
Faszállító hajósok, dombormű Dúr-Sarrukínból. A libanoni cédrus mindig is értékes építőanyag volt Mezopotámiában (Louvre)

Sokkal közvetlenebb fenyegetést jelentett Asszíriára a Kelet-Anatóliát már évszázadok óta uraló Urartu. Az asszírok számára az adott okot, hogy északkeleti vazallusukat, a lótenyésztéséről nevezetes, és az asszír haderő csatalovakkal való ellátásáról szinte kizárólag gondoskodó Manát I. Rusza urartui király meghódította, és saját hűbéresévé tette. Kr. e. 715-ben asszír ellencsapás indult, a Manába kinevezett urartui bábot, Bagdattit megbuktatták. A trónra tett Ulluszunu, Bagdatti fivére ellen urartui megtorlás indult, melynek keretében 22 erődöt elragadtak tőle. Sarrukín ezeket hamarosan visszahódította Ulluszunu számára.
A hadjárat a médek területeit is magában foglalta, és ekkor legalább 6 méd városnak új nevet adott. Így lett Harharból Kár-Sarrukín, Kisesszimből Kár-Nergal, Kisesluból Kár-Nabú, Kindauból Kár-Szín, Anzariából Kár-Adad, Bit-Bagaiából Kár-Istár. Az új asszír nevekben a Kár előteg a kárum szó töve, ami eredetileg rakpart, kikötő értelmű szó volt, de hamarosan felvette a kereskedelmi lerakat jelentést is. Ezeknek a városoknak, amelyek feltehetően mind a nagy horászáni út közelében helyezkedtek el, nagy szerepük lehetett a Zagrosz-hegységen keresztül keletre irányuló kereskedelemben.
Kr. e. 714-ben az asszír sereg rövid zagroszi adószedés után ismét Manába érkezett, és Ulluszunu javaslatára lerohanta a határ menti kémhálózat által tüzetesen megfigyelt nagy ellenséget. Az Urmia-tónál az Uaus-hegyi csatában Sarrukín legyőzte Rusza hadait, és mélyen benyomult Urartuba. A hazaúton kifosztotta Muszaszir fővárosát, Ardinit, az urartui főisten, Khaldi székvárosát, a királyok koronázóhelyét. Hatalmas zsákmánnyal tért haza, és Assur istennek írt dicsekvő hangú „levélben” számolt be megsemmisítő győzelméről. Urartu a csapástól jelentősen meggyengült, ám továbbra is számolni kellett vele, erről tanúskodnak a továbbra is küldött kémjelentések. Mindenesetre Sarrukín hadjárata és a hamarosan megjelentő kimmerek és szkíták Urartut története hátralevő, alig százévnyi részében – Asszíriának is ugyanennyi volt hátra – kivonták az Asszíria elleni szervezkedésből. Urartuban ezt a „hosszú béke” korának nevezik, ami csak ebben a relációban érvényes, mivel eközben Urartu északon és nyugaton vezetett kiterjedt hadjáratokat. A hosszú béke jelentős kulturális kapcsolatok kialakulásához vezetett, amelynek során Asszíria az urartui minták alkalmazásával felvette története utolsó száz évére jellemző stílusjegyeit.

## Babilónia
Miután a többi határt megerősítette, Sarrukín elég erősnek érezte országát, hogy letörje a káld uralmat Babilóniában. Kr. e. 710 – 709 között két hadjáratban legyőzte Marduk-apla-iddínát, és Kr. e. 709-ben maga ült a királyi trónra az újévi ünnepség alkalmával. Kr. e. 707-ben a Bít-Jakin fővárosát, Dúr-Jakint is bevette. (Marduk-apla-iddína elmenekült.) Végül Babilóniát egy kormányzó vezetésével beolvasztotta az Asszír Birodalomba. (Gambulu Elámhoz közel eső városa is helytartót kapott.) Egyúttal 108 000 káldot és arámit deportáltak.

## Az új főváros, Sarrukín hagyatéka

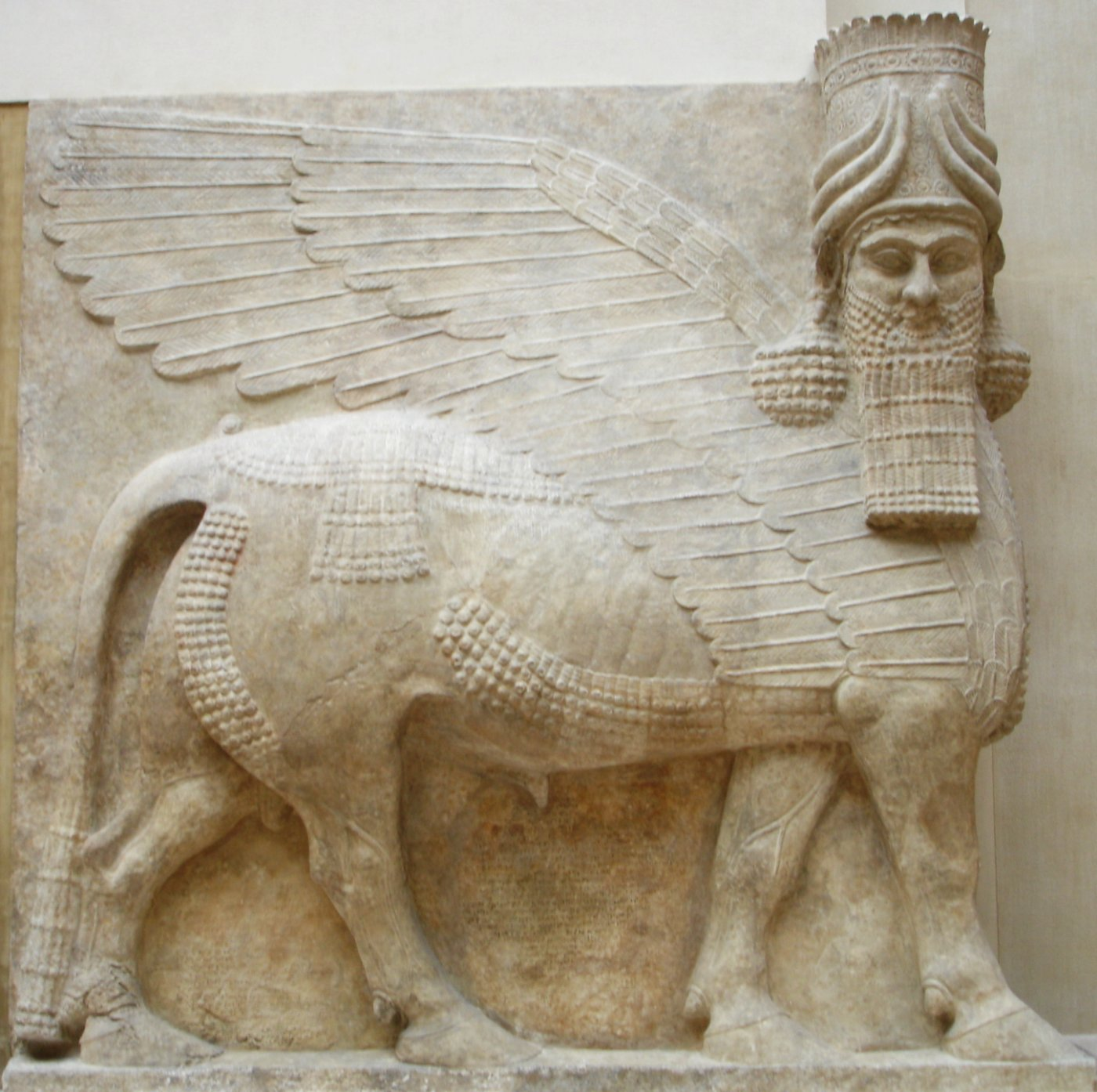
Emberfejű bika, Lamasszu vagy Sédu Dúr-Sarrukínból (Louvre)

II. Sarrukín nemcsak nagy hódító, hanem nagy építkező is volt. Kr. e. 717-ben úgy határozott, hogy Kalhuból még északabbra, a mai Horszábádba teszi át a székhelyét. Dúr-Sarrukín (Sarrukín-erőd) Kr. e. 706-ban került felavatásra, azonban az impozáns, számos rezidenciával, templommal és egy zikkurattal is rendelkező főváros alig egy évig töltötte be funkcióját. Kr. e. 705-ben ugyanis Sarrukín ismét a Taurusz-hegységben fekvő Tabaal ellen vonult, amikor egy bizonyos Gurdi (görögül Gordiasz, akkoriban gyakori név az anatóliai fejedelemségekben), Kullumu vezetője ellen vívott ütközetben elesett. Még holttestét sem sikerült megtalálni, ami hatalmas csapás volt asszír szemmel nézve. Utóda, Szín-ahhé-eríba mindjárt el is költözött a baljós előjelnek tekintett új fővárosból Ninivébe.
A ninivei könyvtárban fennmaradt ékírásos táblák tanúskodnak arról, hogy Sarrukín komoly hírszerző szervezetet működtetett. idézi 
Sarrukín alatt az asszír szuperhatalom legyőzhetetlen volt, és minden addigit meghaladó méretűre növekedett. Hódításain kívül Urartut, Phrügiát és Egyiptomot legyőzte, Asszíria határait kitolta, és még Dilmun (Bahrein) és Jadnána (Ciprus) fejedelmei is jobbnak látták vazallusainak lenni. Sarrukín uralma valóságos fénykor volt, amely utódai alatt is folytatódott.